# Dahlheim (Staufenberg)
Dahlheim è una frazione (Ortsteil) del comune di Staufenberg, nel land della Bassa Sassonia, in Germania.

## Storia
Già comune autonomo nel circondario di Münden, fu soppresso e incorporato a Uschlag il 1º luglio 1965; insieme con Uschlag, fu unito a Staufenberg 1º gennaio 1973.
| Controllo di autorità | VIAF (EN) 300171279 |